# إيما لورا
إيما لورا (بالإسبانية: Emma Laura)‏ هي ممثلة مكسيكية، ولدت في يوليو 1971 في غوادالاخارا في المكسيك.

## وصلات خارجية
- إيما لورا على موقع IMDb (الإنجليزية)
- إيما لورا على موقع كينوبويسك (الروسية)